# Chambre professionnelle belge des négociants en timbres-poste
 (décembre 2011).
La Chambre professionnelle belge des négociants en timbres-poste (ou Belgische Beroepskamer van Postzegelhandelaren en néerlandais) est un syndicat belge créé en 1923 et regroupant des marchands de timbres et de matériels philatéliques. Majoritairement installés en Belgique, quelques membres sont installés à l'étranger.
Depuis 1955, la CPBNTP édite chaque année un Catalogue officiel de timbres-poste (ou COB) qui recense et cote l'ensemble des timbres-poste émis par la Belgique depuis le type Épaulettes de 1849. Il comprend pour les timbres et vignettes d'affranchissement de ce pays des renseignements sur les variétés, les types de papier et de gomme employés. Il liste également les timbres des colonies belges (État indépendant du Congo, Congo belge, Ruanda-Urundi), puis des pays indépendants qui en sont issus (Zaïre, République démocratique du Congo, Rwanda, Burundi).
Depuis 1996, la CPBNTP offre aux acheteurs de son catalogue et aux participants de ses manifestations des feuillets illustrés de projets non émis de timbres-poste belges.